# Anthophora flavofimbriata
Anthophora flavofimbriata är en biart som beskrevs av Hans Hedicke 1931. Anthophora flavofimbriata ingår i släktet pälsbin, och familjen långtungebin. Inga underarter finns listade i Catalogue of Life.